# Susana Abaitua
Susana Gómez Abaitua (Vitòria, Àlaba, 5 d'octubre de 1990) és una actriu basca. Filla d'una professora de ball, va debutar al cinema als 18 anys amb La buena nueva d'Helena Taberna. Això li va obrir les portes de televisió, on va fer petits papers a les sèries Pelotas (2009) i La pecera de Eva (2010), i fins i tot aparegué en alguns episodis d' El secreto de Puente Viejo (2011), Isabel (2014), Aída (2014) i Cuéntame cómo pasó (2015). El 2017 saltà a la fama pel seu paper a Sé quién eres, que li va valer una nominació als Premis Feroz. L'any 2020 va protagonitzar Patria, versió en sèrie de televisió de la novel·la de Fernando Aramburu.
El 2021 protagonitza la pel·lícula de Netflix Loco por ella.

## Filmografia

### Cinema
| Any  | Títol                        | Personatge           |
| ---- | ---------------------------- | -------------------- |
| 2008 | La buena nueva               | Arantxa (secundari)  |
| 2010 | Bon Appétit                  | Sara (repartiment)   |
| 2012 | Stokholm                     | repartiment          |
| 2013 | Faraday                      | repartiment          |
| 2016 | Reptil                       | Fanny (secundari)    |
| 2017 | La llamada                   | Noia 2 (secundari)   |
| 2018 | Viaje al cuarto de una madre | Laura (secundari)    |
| 2019 | 4 latas                      | Ely                  |
| 2021 | Loco por ella                | Carla (protagonista) |
| 2022 | No mires a los ojos          | Paula                |

### Televisió
| 2019        | 70 Binladens                        | Treballadora del banc     |
| ----------- | ----------------------------------- | ------------------------- |
| 2008        | Una bala para el rey                | Nerea                     |
| 2010        | La pecera de Eva                    | Ana Celia Pulido Gea      |
| 2010 - 2011 | Vida loca                           | Laura Hita Ferrán         |
| 2011        | Homicidios                          | episódic                  |
| 2013        | Isabel                              | Infanta Maria d'Aragó     |
| 2013        | Aída                                | Bea                       |
| 2014        | Cuéntame un cuento: Caperucita Roja | Teresa                    |
| 2015        | El secreto de Puente Viejo          | Francisca Montenegro jove |
| 2017        | Sé quién eres                       | Ana Saura Castro          |
| 2019        | Patria                              | Nerea                     |

## Teatre
| Any         | Títol                                     | Personatge                          |
| ----------- | ----------------------------------------- | ----------------------------------- |
| 2012        | Yo sí me entero                           | protagonista                        |
| 2012        | Naturaleza muerta en una cuneta           | Daifa (protagonista)                |
| 2013        | La luna no puede estar equivocada         | Ángela (protagonista)               |
| 2013 - 2014 | Mujeres: el reencuentro                   |                                     |
| 2013 - 2014 | Ejecución hipotecaria                     | Calonge (protagonista)              |
| 2014        | El mágico prodigioso                      |                                     |
| 2014 - 2015 | El primer secreto de Francisca y Raimundo | Francisca Montenegro (protagonista) |
| 2015        | Club Windermere                           | Sara                                |
| 2015 - 2016 | La flaqueza del bolchevique               | protagonista                        |
| 2015 - 2018 | La llamada                                | María Casado (protagonista)         |

## Premis
Premis Feroz
| Any  | Categoria                                | Pel·lícula    | Resultat |
| ---- | ---------------------------------------- | ------------- | -------- |
| 2017 | Millor actriu de repartiment d'una sèrie | Sé quién eres | Nominada |

| Any  | Categoria                         | Premis                                                     |
| ---- | --------------------------------- | ---------------------------------------------------------- |
| 2009 | Millor Actriu Revelació           | 14e Festival de Cinema d'Espanya de Tolosa de Llenguadoc   |
| 2013 | Millor Actriu                     | 21è Certamen nacional de curtmetratges de Medina del Campo |
| 2013 | Millor Actriu Revelació de teatre | Premis Larruzz                                             |